# ولوگورانگ، نیو ساوت ولز
ولوگورانگ (به انگلیسی: Wollogorang) یک منطقه مسکونی در استرالیا است که در نیو ساوت ولز واقع شده‌است.
یکی از ویژگی‌های طبیعی این منطقه، دریاچه ولوگورانگ است. جاده ولوگورانگ و جاده تورن‌فورد و جاده‌های دیگر در این منطقه هستند.